# Рома (Румунія)
Рома (рум. Roma) — село у повіті Ботошані в Румунії. Адміністративний центр комуни Рома.
Село розташоване на відстані 380 км на північ від Бухареста, 10 км на північ від Ботошань, 105 км на північний захід від Ясс.

## Населення
За даними перепису населення 2002 року у селі проживали 2714 осіб.
Національний склад населення села:
| Національність | Кількість осіб | Відсоток |
| -------------- | -------------- | -------- |
| румуни         | 2705           | 99,7%    |
| цигани         | 7              | 0,3%     |

Рідною мовою назвали:
| Мова      | Кількість осіб | Відсоток |
| --------- | -------------- | -------- |
| румунська | 2705           | 99,7%    |
| циганська | 7              | 0,3%     |